# Paul Marinier
Pour les articles homonymes, voir Marinier.
Paul Marinier est un auteur-compositeur français né le 10 août 1866 à Rouen et mort le 5 septembre 1953 à Lyons-la-Forêt,.

## Biographie
Après des études au lycée Corneille à Rouen, son père, banquier, l'envoie travailler dans une succursale parisienne de sa banque ; c'est néanmoins à l'écriture de chansons qu'il se consacre dans cette ville.
Il est chef d'orchestre et chansonnier dans divers cabarets, dont la Lune rousse. À 81 ans, il est nommé Doyen des chansonniers de Montmartre. Ses chansons sont interprétées, entre autres, par Yvette Guilbert (qui a chanté D'elle à lui), Fragson, Félix Mayol, Barbara (qui a repris D'elle à lui), etc.
Il est inhumé à Lyons-la-Forêt.

## Vie privée
Paul Marinier se marie avec Cécile Lefebvre le 14 mars 1902 à Paris.

## Distinctions et hommages
- Chevalier de la Légion d'honneur (20 mars 1948)[5]. Il est fait chevalier par Albert Willemetz le 26 mai 1948.
- Officier de l'Instruction publique

- Prix Pierre Kohler (Sacem 1932)
- Prix Celestin Joubert (Sacem 1936)
- Prix Henri Christiné (Sacem 1945)
- Prix Lucien Boyer (Sacem 1946)

## Œuvres

### Opérettes
- 1897, Maire et Martyr, opérette en 1 acte, représentée la première fois aux soirées de gala de l'Excelsior, paroles d'Émile Bessière, musique de Paul Marinier, C. Joubert éditeur[6].

### Quelques chansons
En tant qu'auteur-compositeur
- À présent qu't'es vieux[7]
- Bonsoir, Madame la Lune, avec Émile Bessière (directeur de l'Excelsior-Concert)
- Les Plaisirs du dimanche
- Le printemps chante

En tant que compositeur seulement
- Ah ! C'qu'on s'aimait… (paroles de Lucien Boyer)
- La Biaiseuse, avec Léo Lelièvre

## Sources
(janvier 2012).

### Sources historiques
- 1902 : Léon de Bercy, Montmartre et ses chansons : poètes et chansonniers (orné de 5 portraits-charges par Charles Léandre, Paris, H. Daragon éditeur (libraire), 280 p. (sur Gallica) ; 11 occurrences sur Paul Marinier, pages consacrées à Paul Marinier 223-224.